# 後藤貴明
後藤 貴明（ごとう たかあきら / たかあき）は、戦国時代から安土桃山時代にかけての武将。肥前後藤氏第19代当主（武雄領主）。大村純前の子。

## 肥前の後藤氏
肥前後藤氏は藤原利仁の末裔を称する。平安時代末期以降、代々武雄の地を領してきた。東北平泉における前九年の役の戦功により武雄の地を与えられた橘公業に代わり同地を所領した。

## 経歴

### 大村氏から養子として後藤氏へ
貴明は大村純前の庶子であったが、有馬晴純の子（大村純忠）が大村氏の跡継ぎになるに及び、天文14年（1545年）、後藤氏に養子に出された。大村氏家臣団の中には、もともと跡継ぎであった貴明を追い出す原因となった純忠に反発する動きがあり、また純忠がキリシタンに入信したこともあって、貴明によしみを通じる者が続出したため、貴明は純忠としばしば対立することとなる。このため、ルイス・フロイスの『フロイス日本史』にも、「後藤殿」として大村氏と敵対する立場でしばしば登場する。
なお永禄3年（1560年）、貴明は当時実子がなかったことから、平戸城主の松浦隆信から惟明を養子に迎えている。

### 大村氏、有馬氏、龍造寺氏との戦い
永禄3年9月、長島庄の旧主一族である渋江公師（貴明の従兄弟）に守らせていた潮見城（武雄市橘町永島）が有馬晴純の軍勢に攻められ奪取されると、貴明は直ちに出陣しこれを奪い返した。このとき、渋江公師は波佐見に落ち延び大村氏を頼り岳ノ山城(岳山城)に入った。同年12月、今度は須古城（白石町堤）を攻めるが敗退する。
永禄4年（1561年）、塩田（嬉野市塩田町）を攻め、領主・原直景を降伏させる。永禄5年（1562年）、貴明は大友宗麟に秘かに書簡を送り、翌年、同盟を結ぶこととなった。
永禄6年（1563年）7月、貴明は大村家臣団と呼応してクーデターを起こさせ、自らも出陣して大村氏の平定を試みるが敗退する（野岳の戦い）。また、針尾島に兵を出して佐志方城を攻め落とし、かつ、佐世保、日宇、早岐、針尾島の四ヶ村を自らの領土としたという。なお、このとき、貴明に呼応した横瀬浦奉行・針尾伊賀守とともに、大村純忠が前年ポルトガルに提供した横瀬浦港も焼討ちした（『フロイス日本史』によれば8月15日（7月27日 (旧暦)）の出来事とされている）。
同年7月、龍造寺隆信が武雄の手前の北方に迫ったため、貴明は隆信と和議を結ぶ。同年8月には和議に従って龍造寺氏の先鋒として須古城の平井経治を攻めるが失敗。貴明は逆に経治の娘を嗣子・惟明の妻に迎えて同盟を結んだ。永禄7年（1564年）2月、隆信は再度須古城を攻めるが、貴明は経治との同盟に従い龍造寺軍を攻撃、結局この戦の勝敗はつかなかった。
同年3月、今度は、平戸の松浦氏や諫早の西郷氏と呼応して大村方の彼杵城を攻め落とした。これに対し、同年8月、有馬・大村の連合軍が彼杵城に迫るも撃退、有明海側の鹿島方面からは有馬軍が塩田に迫ったが、これも撃退した。永禄9年（1566年）7月、貴明は大村に出陣し大村純忠を攻めるが失敗する。
元亀元年（1570年）4月、大友宗麟による佐嘉城(別名、佐嘉龍造寺城・村中城)の龍造寺隆信攻めに協力して包囲網の西方向から参陣する。なお、このときは大友氏に服属していた諸氏のほか、有馬氏、大村氏、西郷氏、平井氏も包囲網に参加し、龍造寺方5千に対し、大友方は6万とも8万といわれた戦いであり、龍造寺方の敗北は必至と思われたが、鍋島直茂（当時の名は鍋島信生）による奇襲により大友方は敗退している（今山の戦い）。
さらに元亀3年（1572年）7月には、平戸の松浦氏や諫早の西郷氏と呼応して、大村純忠の居城である三城を兵1500を率いて包囲した。三城にはわずか七騎（士官クラスの武将が7人。非戦闘員を含めて約80人程の籠城要員は存在）しかいなかったにもかかわらず、純忠は何とか防ぎきり、貴明は三城を陥とすことができなかった。

### 龍造寺氏の支配下へ
今山の戦いの後も、元亀2年（1571年）、天正元年（1573年）、天正2年（1574年）と数度にわたり、多久や北方方面で貴明は龍造寺氏と戦っている。ところが、同年6月に養子・惟明が叛旗を翻したため、やむを得ず貴明は龍造寺隆信に救援を求め、惟明に勝利した。そして、貴明は龍造寺隆信に実子・晴明を人質に差し出している。
しかしながら、明くる天正3年（1575年）8月には早くも隆信との和議は破綻した。天正4年（1576年）3月には隆信が貴明の居城である塚崎城まで迫り、城に放火している。結局、天正5年（1577年）2月に再度貴明と隆信の和議が成立するが、これは貴明の実子・晴明（後の龍造寺家均）を隆信に養子に出す代わりに、隆信の三男である家信を貴明の娘・槌市と結婚させ貴明の養子とするというものであった。すなわち、隆信の勢力が拡大するに及び、その支配下に入らざるを得なくなったのである。
同年及び天正6年（1578年）に隆信に従って貴明と家信は大村に出陣し、大村純忠は天正6年（1578年）7月、ついに隆信に降伏した。天正11年死去。沖田畷の戦いで隆信が戦死する1年前のことであった。
死後5年目に当たる天正16年（1588年）に木像が作られ、武雄市貴明寺に伝えられている（武雄市重要文化財・彫刻）。かつては後世に施された白色主体の補彩で覆われていたが、平成22年度の修復によりこれを除去・古色仕上げを行い、当初の武将彫刻としての威厳を取り戻した。

## 補注
1. ↑  龍造寺家均の子に鍋島茂富（後藤茂富）。茂富の子は多久安順の養子に入り多久茂辰となり、佐賀藩鍋島氏家中にて重きを成す。
2. ↑  武雄市の文化財－木造後藤貴明公像
3. ↑  泉屋博古館編集 『住友財団修復助成三十年記念 文化財よ、永遠に』住友財団ほか発行、2019年9月3日、pp.352-353。